# Pokémon Legends: Arceus
Pokémon Legends: Arceus er et open world, actionrollespil til Nintendo Switch udviklet af Game Freak og udgivet af The Pokémon Company, som foregår i Pokémon-universet, som blev udgivet den 28. januar 2022.

## Kontekst
Legends: Arceus kommer til at fokusere på Sinnoh-regionen, som er lokationen for Diamond- og Pearl-spillene, men foregår i dets feudale Japan-inspirerede fortid, som finder sted før begivenhederne i Diamond og Pearl. Den mytiske Pokémon Arceus vil spille en stor rolle i spillet.

## Gameplay
I Legends: Arceus kan spilleren fange Pokémon direkte i oververdenen. Spilleren kan stadige kæmpe i Pokémon-kampe gennem oververdenen ved at sende tidligere fangede Pokémon i nærheden af en vild Pokémon; kampe foregår på det sædvanlig, tur-baserede kampsystem fra tidligere spil i serien.
Tre starter-Pokémon er tilgængelige: Rowlet (fra Sun og Moon), Cyndaquil (fra Gold og Silver), og Oshawott (fra Black og White).

## Udvikling
Spillet blev oprindeligt afsløret i en præsentation den 26. februar 2021, som var en del af Pokémons 25-års jubilæum. Det er planlagt, at spillet udgives globalt den 28. januar 2022.  Legends: Arceuss tilsyneladende open-world-lokation følger op på Wild Area-aspektet fra Pokémon Sword og Shield.